# Beaver, Oklahoma
Beaver är en kommun (town) i den amerikanska delstaten Oklahoma med en yta av 3 km² och en folkmängd, som uppgår till 1 515 invånare (2010). Beaver är administrativ huvudort i Beaver County, Oklahoma. Ortens status nedgraderades från city till town i november 2005. Beavers ursprungliga namn var Beaver City.